# Lauca Eñe
Lauca Eñe es una localidad boliviana perteneciente al municipio de Shinahota, ubicado en la Provincia de Tiraque del Departamento de Cochabamba. En cuanto a distancia, Lauca Eñe se encuentra a 186 km de la ciudad de Cochabamba, la capital departamental, a 8 km de Chimoré y a 2 km de Shinahota. La localidad forma parte de la Ruta 4 de Bolivia. 
Según el último censo de 2012 realizado por el Instituto Nacional de Estadística de Bolivia (INE), la localidad cuenta con una población de 954 habitantes y está situada a 250 metros sobre el nivel del mar.

## Demografía

### Población de Lauca Eñe
| Año  | Población | Fuente                  |
| ---- | --------- | ----------------------- |
| 1992 | 360       | Censo boliviano de 1992 |
| 2001 | 504       | Censo boliviano de 2001 |
| 2012 | 954       | Censo boliviano de 2012 |